# Sunuka
Sunuka è una circoscrizione rurale (rural ward) della Tanzania situata nel distretto di Uvinza, regione di Kigoma. Conta una popolazione di 36 023 abitanti (censimento 2012).